# 5290 Langevin
5290 Langevin è un asteroide della fascia principale. Scoperto nel 1990, presenta un'orbita caratterizzata da un semiasse maggiore pari a 2,7367987 au e da un'eccentricità di 0,0645646, inclinata di 11,20727° rispetto all'eclittica.
L'asteroide è dedicato all'astrofisico francese Yves Langevin.